# Vision of Disorder
Vision of Disorder ist eine US-amerikanische metalbetonte Hardcore-Punk-Band.

## Bandgeschichte
Die Band wurde 1992 in Long Island, New York von den beiden Gitarristen Matt Baumbach und Mike Kennedy gegründet. Dazu kamen noch der Sänger Tim Williams, Bassist Mike Fleischmann sowie Schlagzeuger Brendon Cohen. Fleischmann stieg kurz darauf aus, aber Vision of Disorder spielte ohne Bassist weiter. Eine Weile später griff Mike Fleischmann aber wieder in die Saiten und die Band spielte weiterhin ohne Plattenvertrag. Vision of Disorder scharte aber auch ohne einen Vertrag eine beachtliche Fangemeinde um sich, und so spielten sie als Vorband von bekannten Bands wie Shelter und Type O Negative.
Bei einem solchen Konzert wurde Hardcore-Ikone Ray Cappo auf sie aufmerksam. Die Band hielt sein Interesse für pure Höflichkeit und ging nicht weiter darauf ein. Erst nach nochmaligem Bitten schickte die Band einige Demos. Prompt nahm Ray Cappo die Band in sein eben erst gegründetes Label Supersoul (das einen Vertriebsdeal mit Roadrunner Records hatte) auf. 1996 erschien dann auch ihr erstes Album, das Vision of Disorder heißt. Das Debütalbum erwies sich als erfolgreich, und dank der positiven Publikumsreaktionen erhielt die Gruppe einen Platz im Billing des Ozzfests.
1998 brachte Vision of Disorder ihr neues Album Imprint auf den Markt. Es war innerhalb von 19 Tagen und in Zusammenarbeit mit Dave Sardy, der schon mit bekannten Größen wie Slayer und Helmet arbeitete, aufgenommen worden. Mit diesem Album bewegte sich Visions of Disorder vom reinen Hardcore weg.
Nach Imprint war es lange still um die Band, da es auch das letzte Album bei Roadrunner war. 1999 kam For the Bleeders, das neben einigen neuen Stücken hauptsächlich altes Demomaterial zu bieten hat. Erst 2001 veröffentlichte die Band ein neues Studioalbum namens From Bliss to Devastation. Nach einer Auseinandersetzung mit den Songstrukturen der Beatles und von Black Sabbath experimentierten die Musiker wieder herum, weshalb das Album langsamer, dafür aber eindringlicher ausgefallen ist und mehr Melodie enthält; dem Album wurden Einflüsse von Bands wie Alice in Chains attestiert.
Nachdem sich From Bliss to Devastation als kommerzieller Fehlschlag erwiesen hatte, nahm die Band 2002 zunächst eine Auszeit, die sich zu einer Trennung entwickelte. 2006 kam die Band für einige Auftritte wieder zusammen.

## Diskografie
- 1996: Vision of Disorder
- 1998: Imprint
- 1999: For the Bleeders
- 2001: From Bliss to Devastation
- 2012: The Cursed Remain Cursed
- 2015: Razed to the Ground